# Olof (sveakung 852)
Olof var en sveakung som är bekräftad 852 genom Ansgars andra resa till Birka. Rimbert berättar om Olofs vikingatåg till Kurland, där Olof stred vid "Seeburg" och "Apulia" (av Birger Nerman tolkade som Grobiņa respektive Apuole).
Enligt Rimbert skall Olof inte ha vågat stödja Ansgars mission, eftersom folket inte såg väl på kristna präster och tidigare drivit bort dem. Han lyckades dock utverka att missionens öde skulle avgöras genom lottkastning, vilket ledde till att de kristnas gud skulle få dyrkas av den som så ville.